# Arachnodes grossepunctatus
Arachnodes grossepunctatus là một loài bọ cánh cứng trong họ Bọ hung (Scarabaeidae).